# Chrysolarentia heteroleuca
Espèce
Synonymes
- Euphyia heteroleuca leucoplea L.B. Prout, 1939[1]
- Hydriomena heteroleuca Meyrick, 1891[1]

Chrysolarentia heteroleuca est une espèce de papillons de la famille des Geometridae. On la rencontre en Australie y compris en Tasmanie.

## Systématique
L'espèce Chrysolarentia heteroleuca a été initialement décrite en 1891 par Edward Meyrick sous le protonyme de Hydriomena heteroleuca.